# Lynchia australica
Lynchia australica är en tvåvingeart som först beskrevs av Paramonov 1954.  Lynchia australica ingår i släktet Lynchia och familjen lusflugor. Inga underarter finns listade i Catalogue of Life.